# Fin de réveillon
Fin de réveillon er en fransk stumfilm fra 1908 af Georges Méliès.